# Episodi de Le avventure di Bailey (settima stagione)
La settima stagione della serie televisiva Le avventure di Bailey è stata trasmessa in anteprima nel Regno Unito dalla BBC tra il 29 ottobre 1992 e il 3 dicembre 1992.
| nº | Titolo originale                       | Titolo italiano | Prima TV UK      | Prima TV Italia |
| -- | -------------------------------------- | --------------- | ---------------- | --------------- |
| 1  | Rumpole and the Children of the Devil  |                 | 29 ottobre 1992  |                 |
| 2  | Rumpole and the Miscarriage of Justice |                 | 5 novembre 1992  |                 |
| 3  | Rumpole and the Eternal Triangle       |                 | 12 novembre 1992 |                 |
| 4  | Rumpole and the Reform of Joby Jonson  |                 | 19 novembre 1992 |                 |
| 5  | Rumpole and the Family Pride           |                 | 26 novembre 1992 |                 |
| 6  | Rumpole on Trial                       |                 | 3 dicembre 1992  |                 |